# Inselkirche Hiddensee
| Ev. Kirche Kloster/Hiddensee Inselkirche | Ev. Kirche Kloster/Hiddensee Inselkirche           |
| ---------------------------------------- | -------------------------------------------------- |
| Foto                                     |                                                    |
| Adresse                                  | Kloster/Hiddensee, Kirchweg                        |
| Konfession                               | evangelisch                                        |
| Gemeinde                                 | Evangelische Gemeinde Hiddensee                    |
| Aktuelle Nutzung                         | Gemeindekirche; Kulturort                          |
| Webseite:                                | kirche-hiddensee.de                                |
| Gebäude                                  |                                                    |
| Baubeginn                                | um 1300                                            |
| Erneuerungen und Umbauten                | um 1700 Neubau; um 1790 Umbau; ab 1999 restauriert |

Die Inselkirche Hiddensee ist der letzte Überrest des ehemaligen Klosters der Zisterzienser in der Ortschaft Kloster auf der Insel Hiddensee. Das heutige Kirchengebäude ist das zweite Gotteshaus an dieser Stelle und wurde gegen Ende des 17. Jahrhunderts auf den Grundmauern der ersten Kirche erbaut.

## Geschichte
Die Kirche wurde im Jahr 1332 geweiht und diente jahrhundertelang als Pfarrkirche für die Bewohner der Insel. Sie steht leicht erhöht und wird vom Kirchfriedhof umgeben. Der ursprünglich auf der Westseite befindliche Eingang wurde um 1700 auf die Südseite verlegt. Außerdem wurde das eingeschossige Vorzeichen errichtet. Zwischen 1781 und 1782 wurde die Inselkirche umgebaut, wobei auch die Fenster vergrößert wurden. Ebenso entstand dabei das Tonnengewölbe aus Holz.
Im 21. Jahrhundert ist die Inselkirche Sitz der evangelischen Kirchengemeinde Hiddensee und gehört seit 2012 zur Propstei Stralsund im Pommerschen Evangelischen Kirchenkreis der Evangelisch-Lutherischen Kirche in Norddeutschland. Vorher gehörte sie zum Kirchenkreis Stralsund der Pommerschen Evangelischen Kirche.
Im Hiddenseer Gemeindeteil Neuendorf steht ein Kirchengemeinde-Haus als Filiale der Inselkirche. Sie ist auch mit einer kleinen Orgel ausgestattet.

## Ausstattung

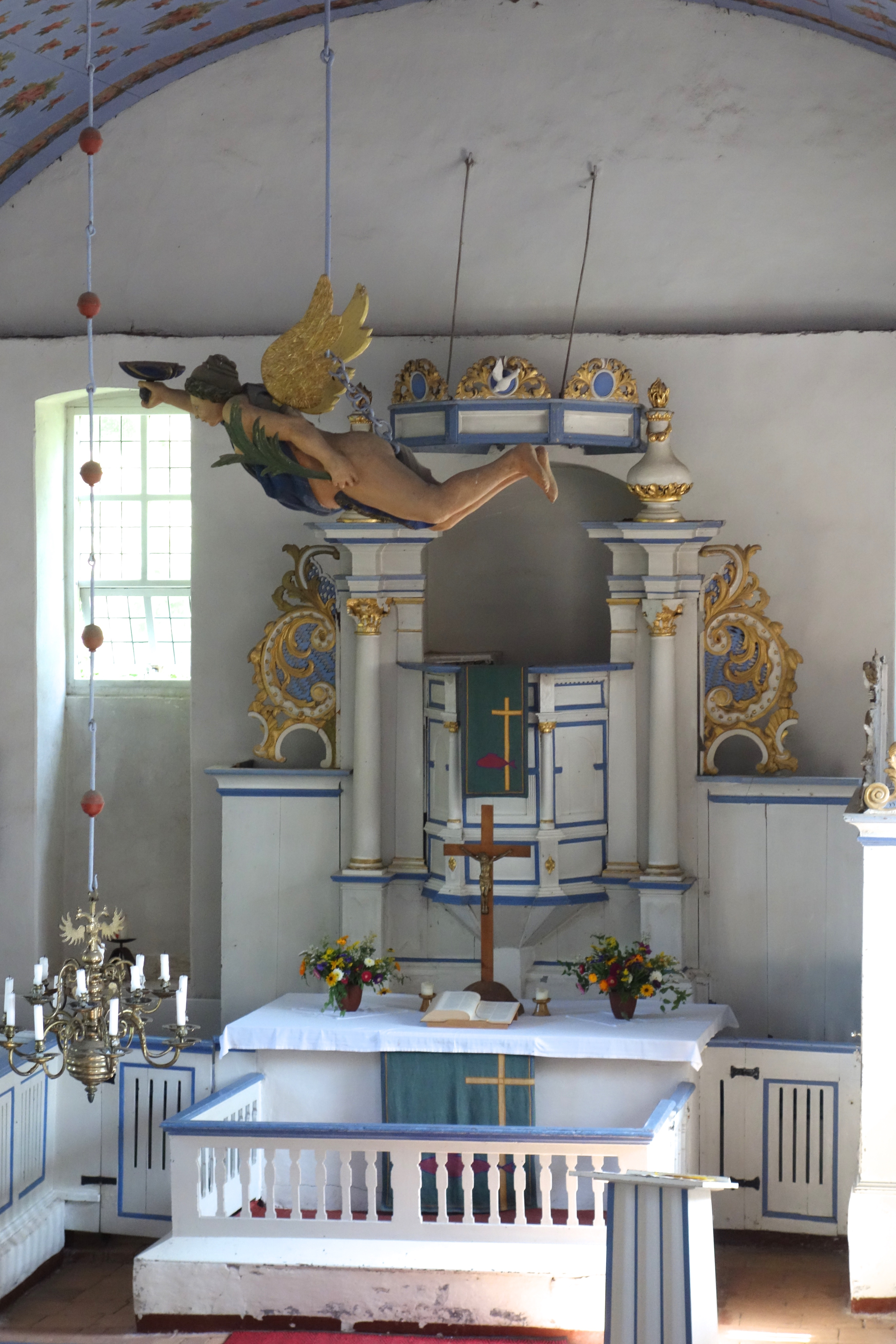
Kanzelaltar und Taufengel

Im Kirchenraum fallen zwei Schiffsmodelle (Votivschiffe) auf, die darauf verweisen, dass hier früher hauptsächlich Fischerfamilien die Gottesdienste besuchten und um Trost und Beistand beteten.
Um 1780 wurde die Kirche neu eingerichtet. Dabei kamen der barocke Kanzelaltar, der Taufständer und der Taufengel in die Kirche. Auch das Tonnengewölbe stammt aus dieser Zeit. Die Taufschale aus Messing wurde von dem Einheimischen Peter Gau im Jahr 1694 der Kirchengemeinde gestiftet, wie eine Gravur auf dem Boden der Schale zeigt.
Die Innenraumgestaltung der Kirche entstammt größtenteils dem 20. Jahrhundert. Die Ausmalung der Tonnendecke mit Rosen erfolgte 1921/1922 durch den Berliner Maler Nikolaus Niemeier. Das große Gemälde Rettung an der Empore stammt von Christoph Rosenow (1984), es wurde im Jahr 2005 von Burkhard Kunkel restauriert.
Im Jahr 2020 wurde die Kirche umfassend restauriert und die Tür auf der Westseite wieder geöffnet, sie dient als zusätzlicher Ausgang.

## Glocken
Der Glockenstuhl wurde um 1700 in einem vorgezogenen Anbau errichtet. Darin befinden sich ein dreistimmiges Geläut aus Bronze. Die kleine Glocke stammt aus dem Jahr 1702, die beiden größeren wurden 2014 neu gegossen. Die große Bronzeglocke aus dem Jahr 1993 hängt nun vor dem Gemeindehaus in Neuendorf. Deren Vorgänger, eine große Gussstahl-Glocke, laut Inschrift 1953 gegossen, ist neben dem Eingang ebenerdig auf der Wiese abgestellt. Das Material und die Jahreszahl lassen nur den Schluss zu, dass die frühere Bronzeglocke als Metallspende des deutschen Volkes während des Zweiten Weltkriegs abgeliefert werden musste, und kurze Zeit nach Kriegsende eine Ersatzglocke aus billigerem Material installiert wurde.
Übersicht
| Glocke | Gussjahr | Gießer                                   | Durchmesser | Schlagton |
| ------ | -------- | ---------------------------------------- | ----------- | --------- |
| 1      | 2014     | Glocken- und Kunstgießerei Rincker, Sinn | 700 mm      | d         |
| 2      | 2014     | Glocken- und Kunstgießerei Rincker, Sinn | 600 mm      | f         |
| 3      | 1702     |                                          | 530 mm      | g         |

## Orgel

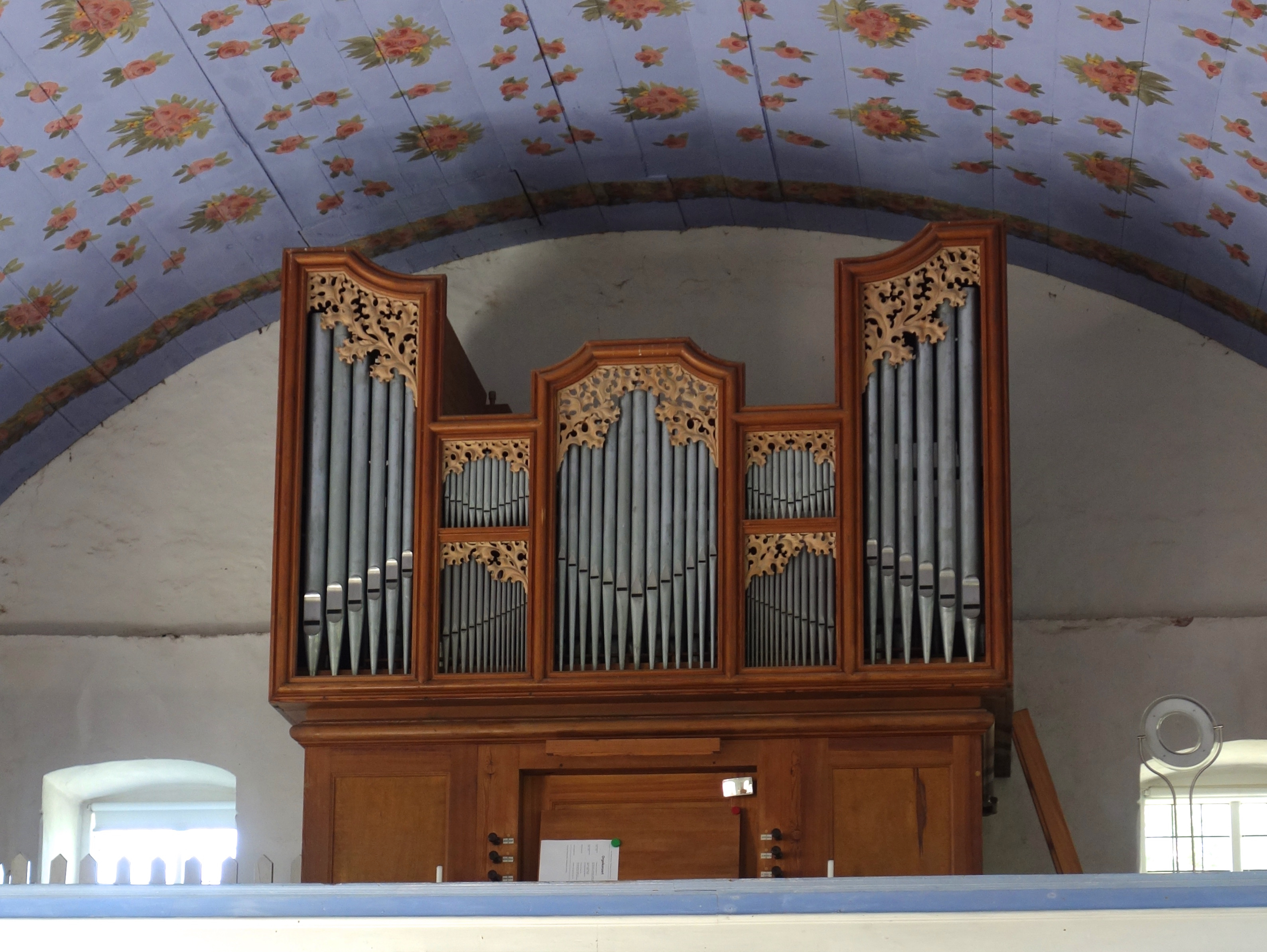
Schuke-Orgel

Die Orgel stammt aus der Firma Alexander Schuke Potsdam und wurde dort 1943 fertiggestellt. Im Jahr 2012 wurde sie gründlich restauriert. Das rein mechanische Instrument hat acht Register auf zwei Manualen und Pedal. Sie weist folgende Disposition auf:
| I Hauptwerk C–f''' |           |    |
| 1.                 | Gedackt   | 8′ |
| 2.                 | Prinzipal | 4′ |
| 3.                 | Mixtur    | IV |

| II Positiv C–f''' |                |    |
| 4.                | Quintadena     | 8′ |
| 5.                | Rohrflöte      | 4' |
| 6.                | Nachthorn      | 2' |
| 7.                | Sesquialter II |    |

| Pedal C–f' |         |     |
| 8.         | Subbass | 16′ |

- Koppeln: II/I, I/P, II/P

## Friedhof
Im Zugangsbereich zum Kirchenportal stehen auf einer Wiese einige der ersten Grabsteine aus früheren Jahrhunderten. Sie sind stark verwittert und kaum noch lesbar. Neben Namen befinden sich auf den Kalksteinen auch Hausmarken der Verstorbenen. Ebenfalls im Zugangsbereich steht eine Grabanlage mit folgender Inschrift: „Hier ruhen die Gebeine der Pastorin Hilde Katharina Maria Rohde, gebohren den 18. Juni 1754(?), gestorben den 31. Dezember 1808“.
Im hinteren Friedhofsbereich liegen die Grabstellen berühmter Insel-Besucher wie Walter Felsenstein, Gerhart Hauptmann, Gret Palucca, Robert Rompe oder Max Kruse, um nur einige zu nennen. Hier steht auch eine kleine Friedhofskapelle.